# Белаш, Юрий Семёнович
Юрий Семёнович Белаш (1920 — 1988, Москва) — русский советский поэт.

## Биография
Участник Великой Отечественной войны. Всю войну прошёл в пехоте от Москвы до Берлина. Начал воевать рядовым, закончил лейтенантом, при этом был тяжело ранен.
Закончил Литинститут им. Горького и аспирантуру при нём. Зарабатывал на жизнь «внутренними» рецензиями, работал в отделе критики журнала «Знамя».
Юрий Семёнович с 1957 года в течение 5 лет руководил литературным объединением в Доме культуры МИИТа. Среди участвовавших в клубе — Александр Масляков, Игорь Губерман, Тамара Николаева (поэт, журналист, 15 лет руководила литературным клубом «Молодость» в г. Кирове). Есть и ещё ряд учеников Ю. С. Белаша, которые стали журналистами, писателями. В эти же годы Юрий Семёнович сотрудничал в журнале «Молодая гвардия», был литературным консультантом, писал статьи о футболе.
Похоронен на Николо-Архангельском кладбище.

## Награды
- орден Красной звезды
- 2 медали «За отвагу»
- медаль «За оборону Москвы»
- медаль «За взятие Берлина»
- медаль «За победу над Германией»